# Торшхела
Торшхела (на шведски: Torshälla) е град в централна Швеция, лен Сьодерманланд, община Ескилстюна. Разположен е на южния бряг на езерото Меларен. Намира се на около 80 km на запад от столицата Стокхолм и на 2 km на север от общинския център Ескилстюна. Основан е през 1317 г. Населението на града е 9246 жители, по приблизителна оценка от декември 2017 г.